# Paolo Savoldelli

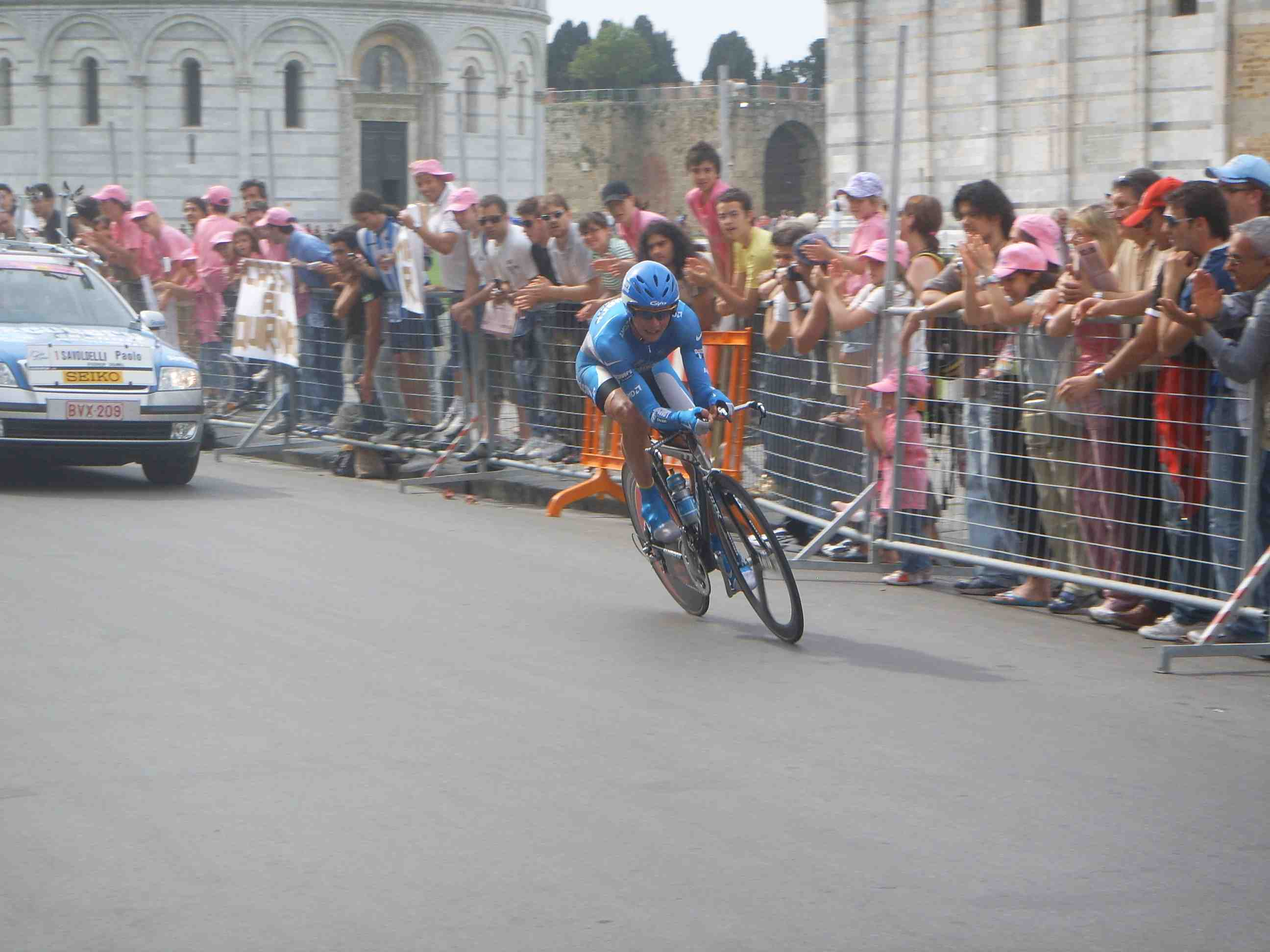
Paolo em 2006

Paolo Savoldelli (Clusone, Província de Bérgamo, 7 de maio de 1973) é um ciclista profissional italiano que participa de competições de ciclismo de estrada. Foi domestique de Lance Armstrong nos seus dois últimos anos de carreira. Venceu o Giro da Itália duas vezes (2002 e 2005) e uma etapa na Volta da França 2005.